# Таукент
Тауке́нт (каз. Таукент) — селище у складі Сузацького району Туркестанської області Казахстану. Адміністративний центр Таукентської селищної адміністрації.
Селище засноване 1982 року при урановому родовищі Канжуган, в радянські часи називалось Женіс або Жунусата.
Населення — 7673 особи (2021; 6551 у 2009, 3575 у 1999, 718 у 1989).